# تشعب (علم النبات)
التَشَعُّبَ(1) (بالإنجليزية: Divaricate)‏ هو مُصطلح في علم النبات، يعني «انتشار مُتَّسع الزّاوية». يُقال أنّ نباتًا ما مُتَشَعِّبٌ عندما يكون شكل نموِّه بحيث كلّ راجِبة (البَيْعُقْديّ: الجزء الواقع بين عُقدَتَيْ ساق) تتشعَّب باتّساع عن الراجِبة السابقة مُنتجةً شُجيْرة مُتشابِكة.
تتشعب 38 شجيرة من الشجيرات الـ 72 صغيرة الأوراق الموجودة على شِبْه جزيرة بانكس(2).

## هوامِش
1. "قاموس المُغني الأكبر". مكتبة لُبنان ناشِرون. اطلع عليه بتاريخ 2017-05-31.
— تَشَعَّبَ. انشعب = افترق شُعَبًا (أو) شُعْبَتَين. فَرّجَ = فتح ما بين البعض والبعض الآخر. فرّق (الأغصان بعضها عن بعض)
2. شِبْه جزيرة بانكس (بالإنجليزية: Banks peninsula)‏ هي شبه جزيرة ذات منشأ بركانيّ على الساحل الشرقي الجنوبي لجزيرة لنيوزيلاندا.